# Udje
Udje so naselje v Občini Grosuplje.